# St. Mary's Stadium-Kitende
El St. Mary's Stadium-Kitende es un estadio multiusos ubicado en la ciudad de Entebbe de la Región Central de Uganda utilizado principalmente para el Fútbol y que actualmente es la sede del Vipers SC.

## Historia
El estadio fue inaugurado el 3 de marzo de 2017, es de superficie artificial, cuenta con capacidad para 25 000 espectadores incluyendo 1000 asientos VIP. Es considerado como uno de los estadios más modernos de África Oriental y es el segundo estadio más grande de Uganda solo por detrás del Estadio Nelson Mandela de la capital Kampala.

## Partidos internacionales
El estadio fue utilizado por Sudán del Sur como sede en la ronda preliminar de la Clasificación para la Copa Africana de Naciones de 2023, en el cual vencieron a Yibuti por 1-0.
| 27 de marzo de 2022 | Sudán del Sur | 1–0     | Yibuti | St. Mary's Stadium-Kitende, Entebbe, Uganda |  |
|                     | - Chol 55'    | Reporte |        |                                             |  |